# Polokwane
Polokwane (tidigare Pietersburg) är huvudstaden och den ekonomiska motorn i Limpopoprovinsen i Sydafrika. Folkmängden i centralorten uppgick till cirka 130 000 invånare vid folkräkningen 2011, med ungefär det dubbla i hela storstadsområdet (inklusive bland annat Seshego). 

## Historia
Under 1880-talet grundades orten Zoutpansbergdorp av voortrekker ledda av Andries Potgieter. Byn låg cirka 100 kilometer från nuvarande Polokwane. Den blev inte långvarig och invånarna tvingades att flytta efter de ständiga konflikterna med lokala stammar. De gav sig iväg och 1886 kunde de grundlägga staden Pietersburg, vars namn var en hyllning till Petrus Jacobus Joubert.
Under andra boerkriget lade britterna ett koncentrationsläger, som hyste 4 000 boerkvinnor och barn, i staden. 
1992 blev Pietersburg officiellt en stad och den elfte juni 2003 ändrades namnet till Polokwane.

## Klimat
Trots läget i det tropiska stenbockens vändkrets är vädret bra eftersom staden ligger på en platå 1 300 meter över havsnivån. Medeltemperaturen på sommaren är 27 grader och på vintern 20 grader.

## Turism
Polokwane ligger nära det stora naturreservatet Krugerparken. Det gamla koncentrationslägret är idag ett museum. I staden finns också det moderna shoppingcentrat The Savannah Centre.